# 凉拌卷心菜

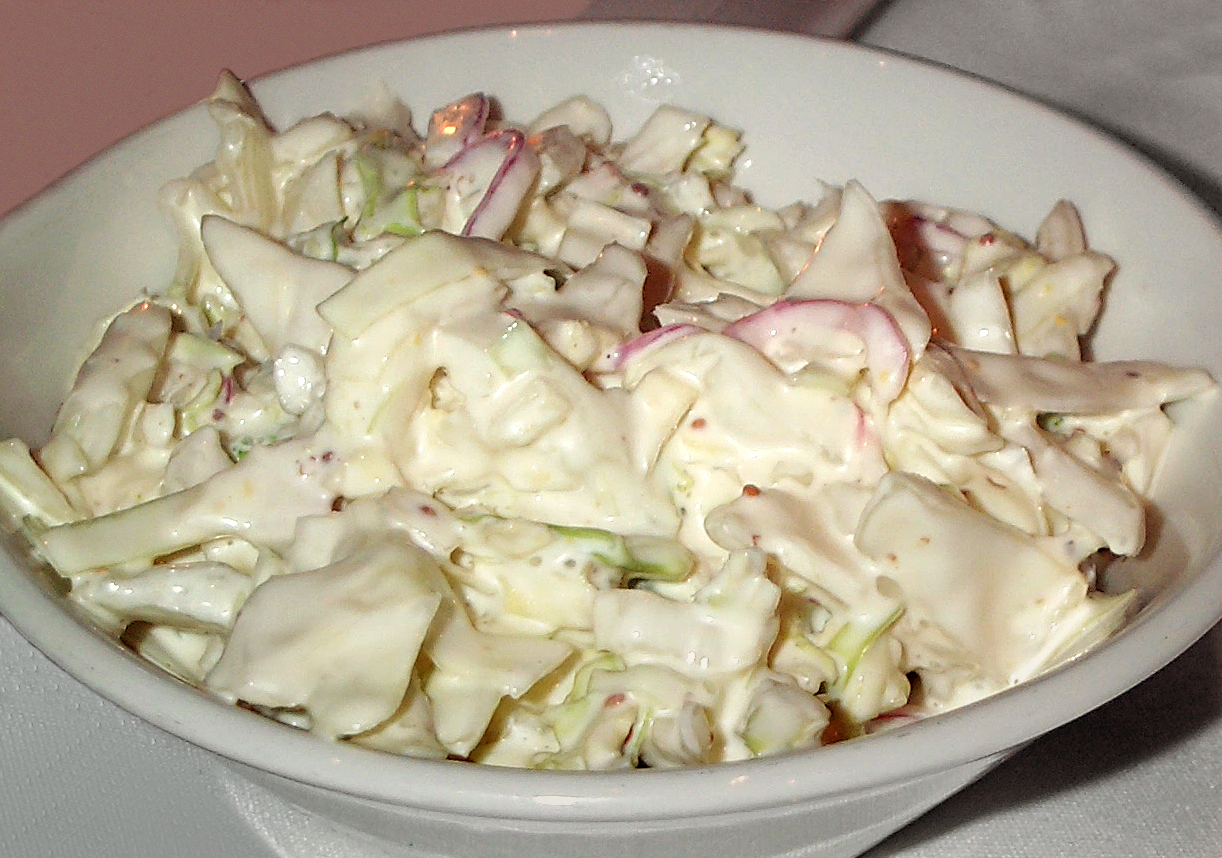
一碗加了调味汁的凉拌卷心菜

凉拌卷心菜（英語：coleslaw，源自荷兰语“koolsla”一词）是一道主要由生卷心菜和胡萝卜切成碎块做成的沙拉。
这道菜的做法有很多种，其中包括了加入紫甘蓝、菠萝或者苹果。做的时候，通常还要加入美乃滋或油醋汁。在美国，凉拌卷心菜常常包含了蛋黄酱（或者它的替代品）；芥末酱也是十分普遍的。
凉拌卷心菜一般作为美式烧烤、炸鱼薯条这类油炸食品的配菜，特别是美国南部的炸鲶鱼。西弗吉尼亚人将它和香辣肉酱、黄芥末酱以及碎洋葱放在热狗上吃。